# Solanum sanctae-nevadae
Solanum sanctae-nevadae là loài thực vật có hoa trong họ Cà. Loài này được Dunal & A. DC. miêu tả khoa học đầu tiên.